# Буквица

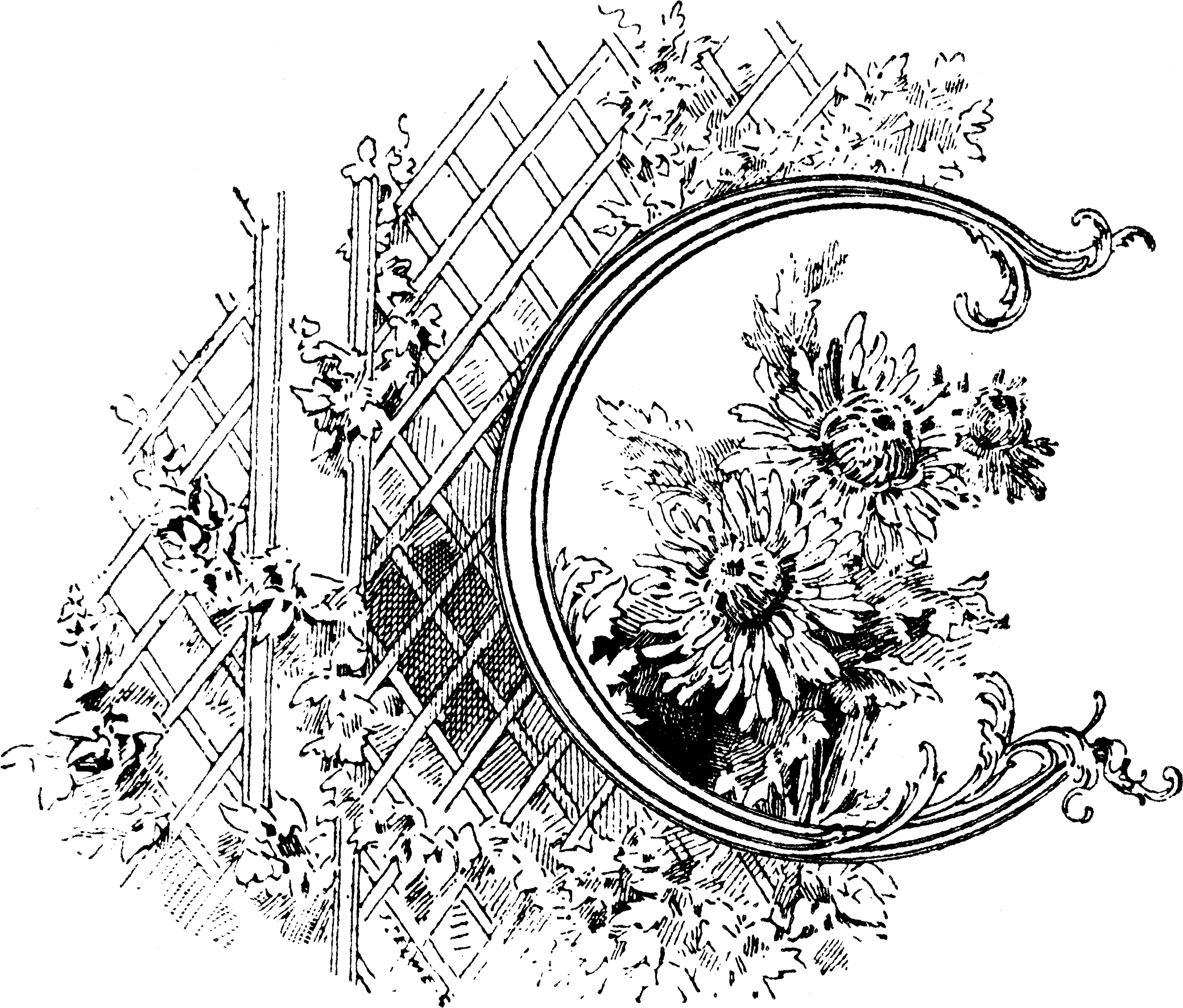
Буквица «C»

Бу́квица, или инициа́л, — крупная, отличная от прочих, первая буква главы, раздела или целой книги.

## Употребление слова
Слова «инициал» и «буквица» синонимичны, но могут немного различаться стилистически: так, в латинской и греческой палеографии чаще говорят об инициалах. Термин «инициал» в этом значении одно время почти перешёл в разряд устаревших слов — так, «Малый энциклопедический словарь» Брокгауза и Ефрона (СПб., Т. 1, Вып. 2, 1907) однозначно относил его к «старым рукописям и книгам», но в связи с развитием издательского дела на базе компьютерной техники и с распространением англоязычной типографской терминологии термин остался в современном словаре.
Инициалом сегодня чаще называют заглавную букву имени, фамилии, отчества.
Также буквицей могут называть якобы древний алфавит («древлесловенская буквица») из 49 букв в виде таблицы 7*7. «Буквица» представляет собой видоизменённую кириллицу с добавлением нескольких символов из других алфавитов и произвольными названиями и трактовкой букв. Никаких доказательств аутентичности этого алфавита его сторонники не приводят.

## История
В рукописных книгах буквицы часто украшались миниатюрами и орнаментами. В первопечатных книгах цветные буквицы продолжали вписывать от руки. В старинных печатных книгах для начала нового текста долгое время использовали политипажные буквицы, на смену которым пришли простые буквы в виде обычной литеры наборного шрифта, но увеличенного кегля.

## HTML и CSS
В CSS можно сделать, чтобы абзац начинался с буквицы; для этого используется код примерно такого типа:
p.myparagraph:first-letter { float: left; font-weight: bold; font-size: 300% }
В результате получится:
Lorem ipsum dolor sit amet, consectetur adipisicing elit, sed do eiusmod tempor incididunt ut labore et dolore magna aliqua. Ut enim ad minim veniam, quis nostrud exercitation ullamco laboris nisi ut aliquip ex ea commodo consequat. Duis aute irure dolor in reprehenderit in voluptate velit esse cillum dolore eu fugiat nulla pariatur. Excepteur sint occaecat cupidatat non proident, sunt in culpa qui officia deserunt mollit anim id est laborum.

## Галерея

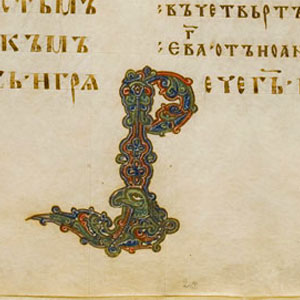
Буквица «Рцы» из Остромирова Евангелия
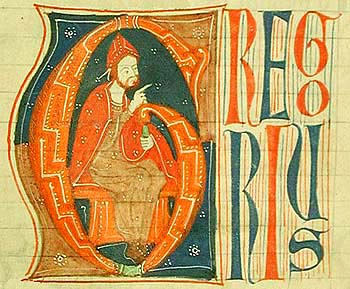
Буквица «G» с изображением папы Григория IX, 1270-е гг.
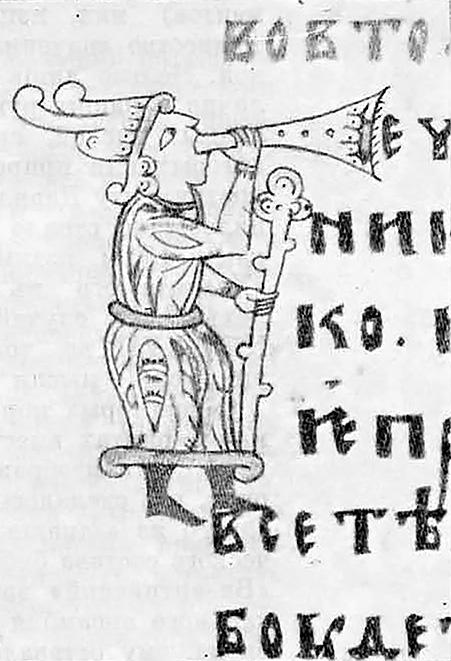
Буквица «Рцы» в виде рожечника, Новгородское (Микулинское) Евангелие, XIV век
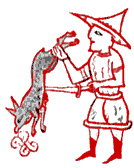
Буквица «Люди» в виде охотника, закалывающего кабана, Евангелие, XIV век
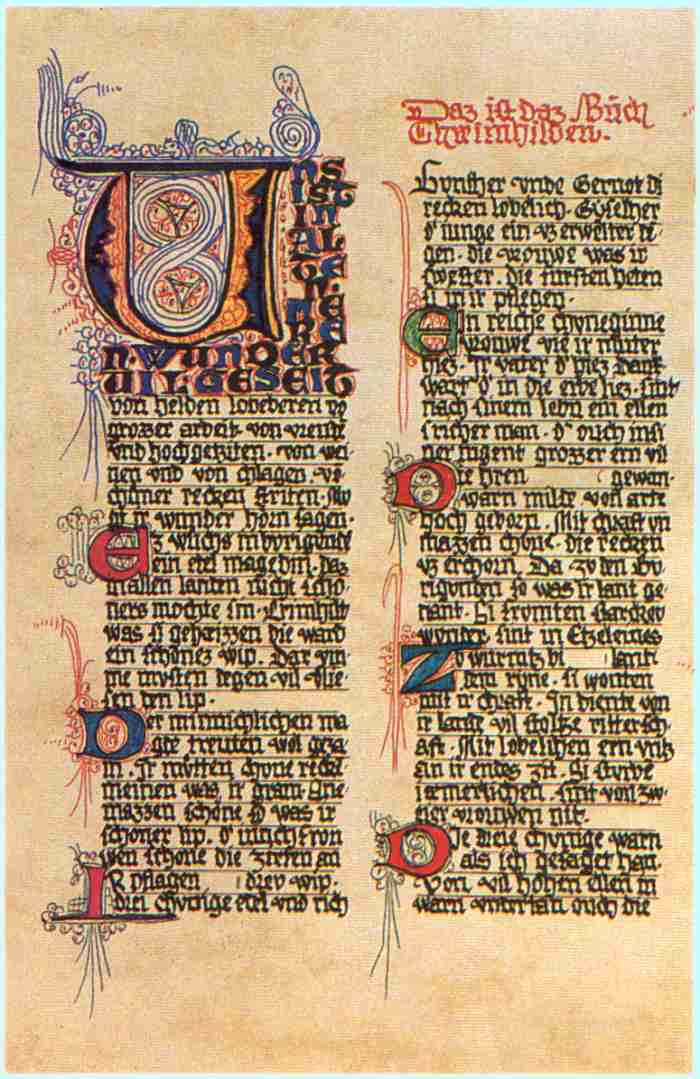
Конец второй и начало третьей авентюры «Песни о Нибелунгах» в рукописи 1330 г.
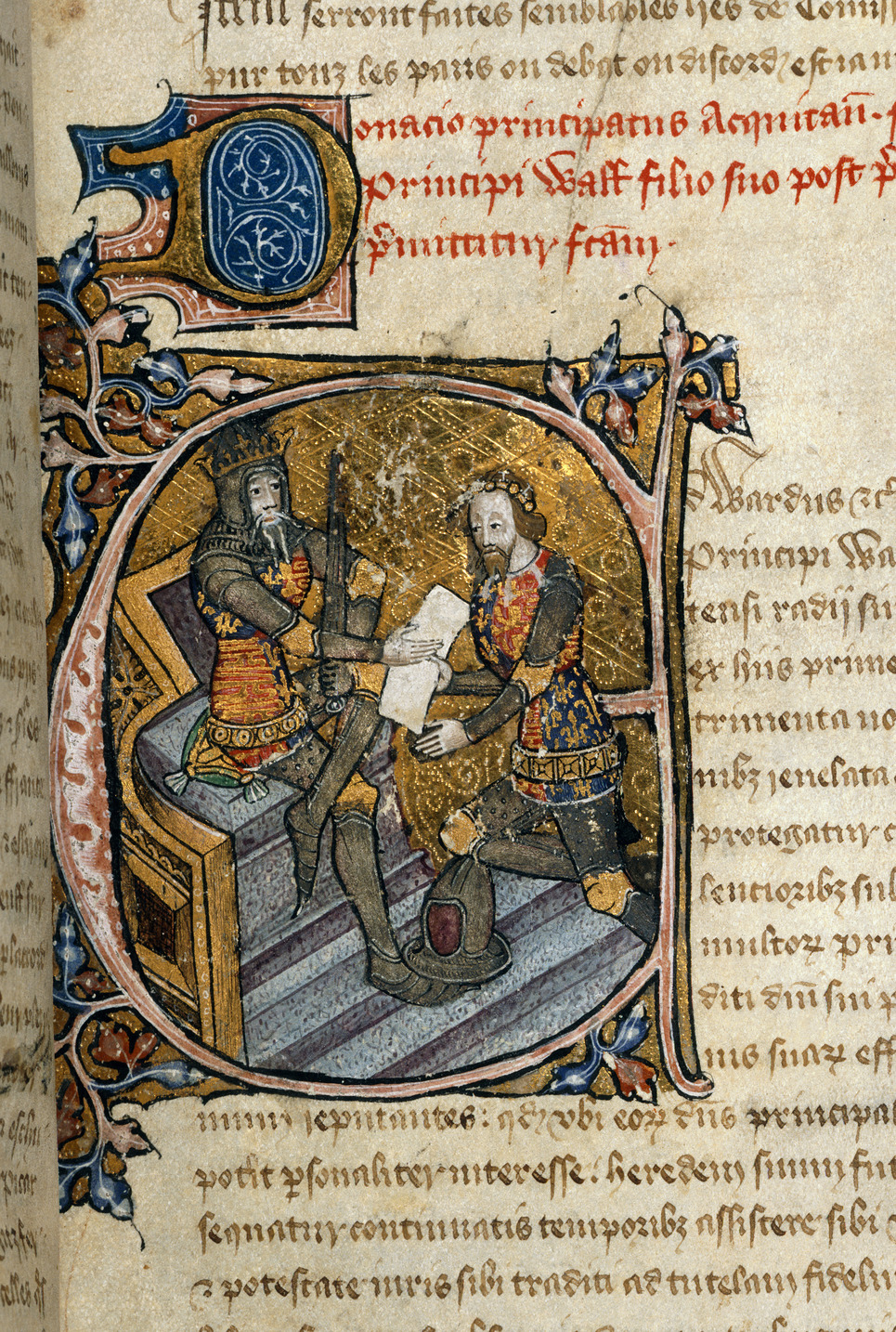
Эдуард Чёрный Принц получает титул герцога Аквитании от короля-отца. Инициал «E» в рукописи 1390 г.
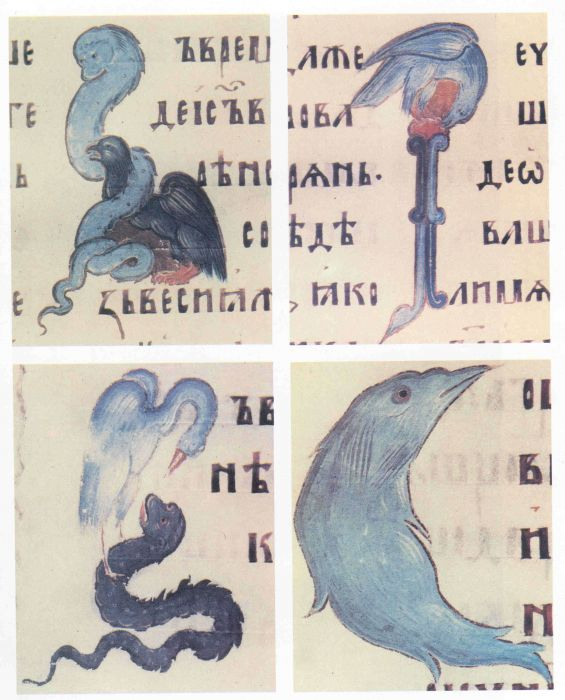
Буквицы в форме животных из Евангелия Хитрово, 1390-е годы
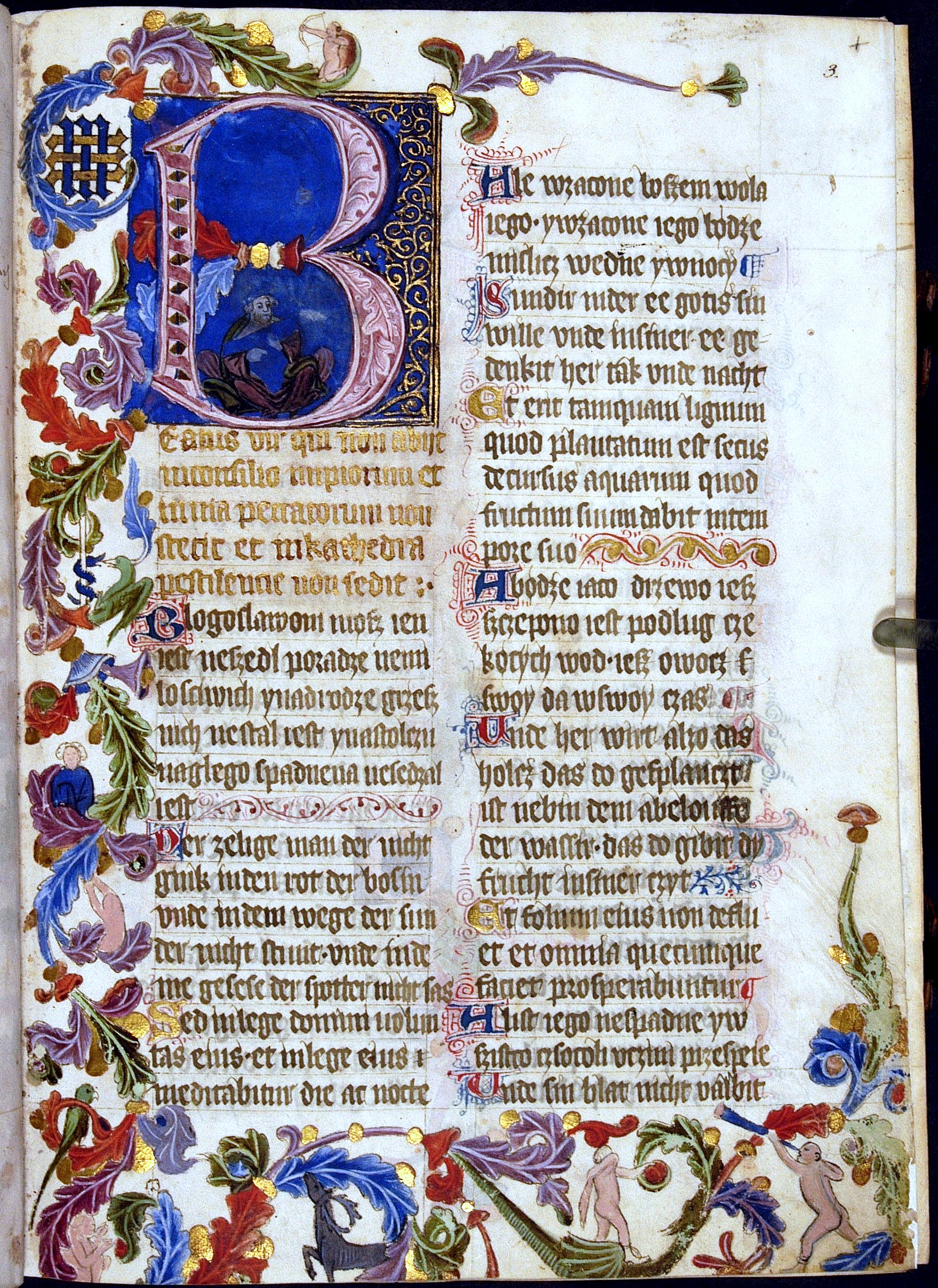
Лист из «Псалтыри королевы Ядвиги» с буквицами в начале главы и стихов, кон. XIV в.
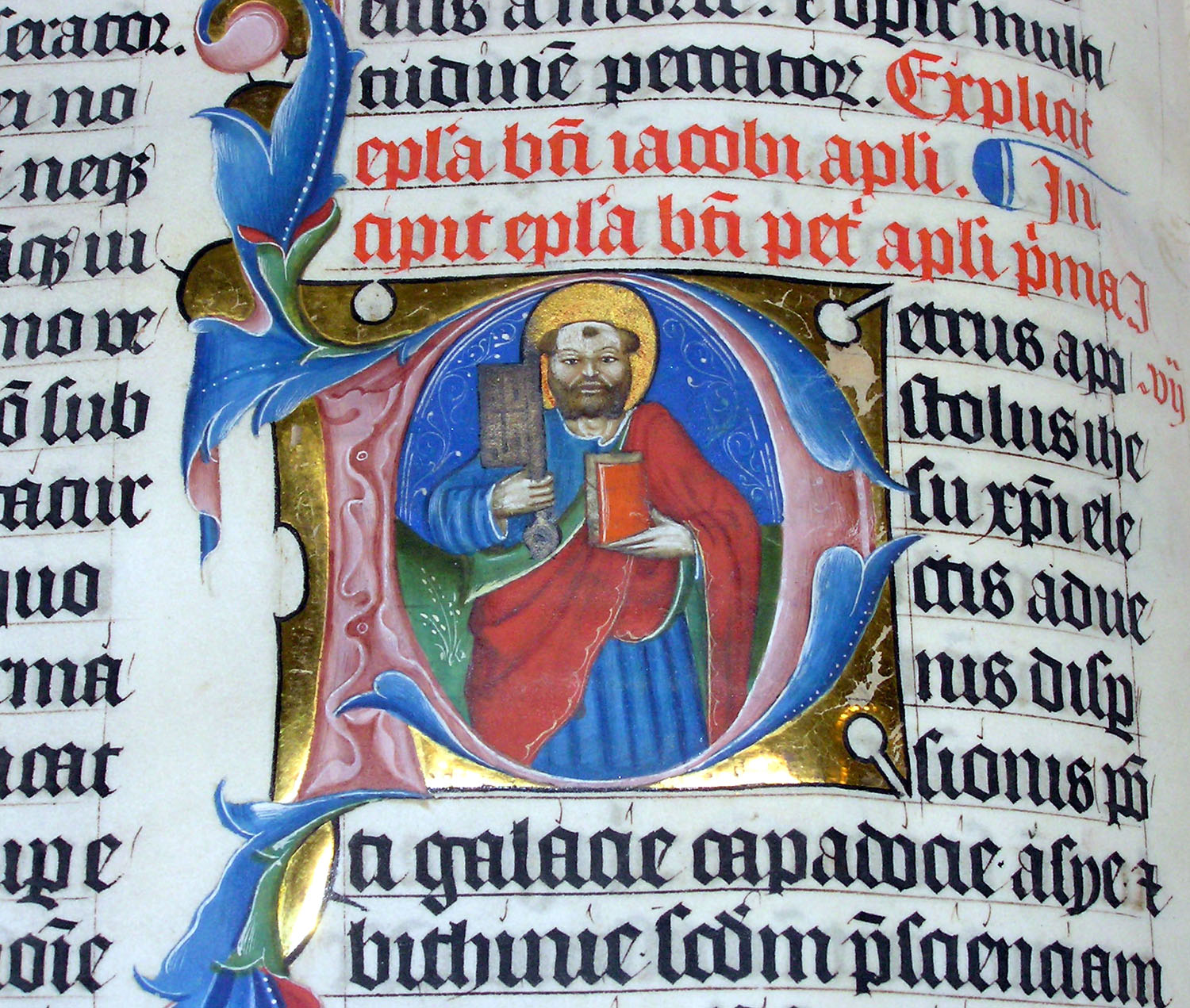
Буквица «P» в рукописи аббатства Мальмсбери, графство Уилтшир, ок. 1407 г.
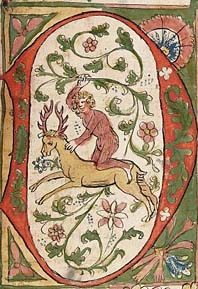
Буквица «D» с изображением дикаря, оседлавшего оленя; из немецкой Библии 1441—1449 гг.
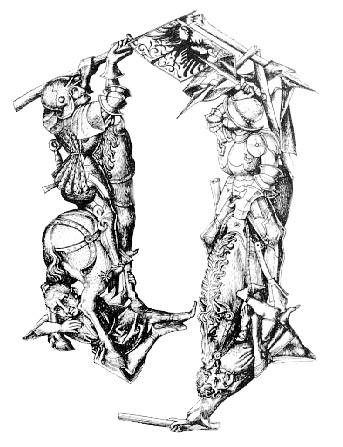
Буквица «Q» из фантастического алфавита, Германия, 1467 г.
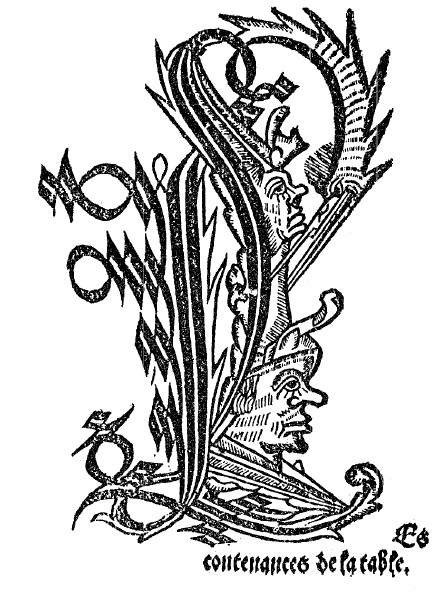
Буквица «L» (эстамп на дереве)  из лионской рукописи ок. 1500 г.
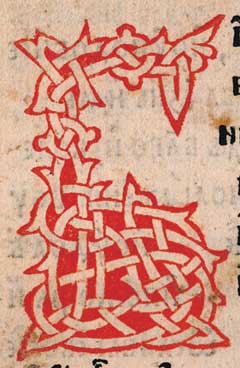
Буквица «Буки», Горажданская псалтырь, Сербия, 1521 г.
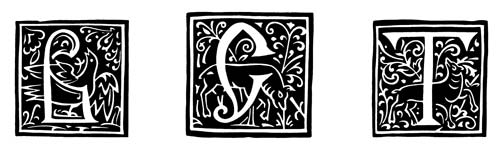
Буквицы из книги «Брашно Духовное», начало 1630-х гг. Издание Кутеинского монастыря (Великое княжество Литовское, современная Беларусь)
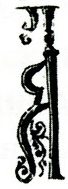
Буквица «Аз» из азбуки Кариона Истомина, 1694 г.
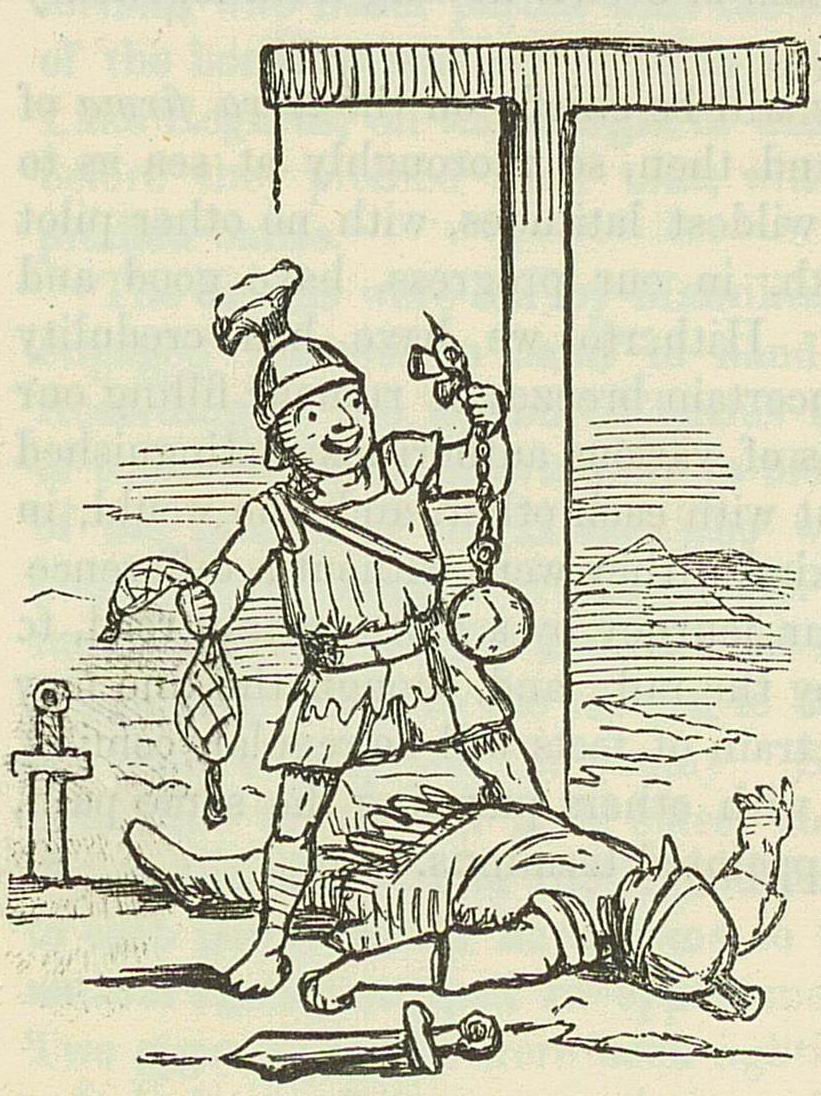
Джон Лич, буквица «T» из книги Гилберта Эбботта А. Беккета, Комическая история Рима, Брэдбери, Evans & Co, Лондон, ок. 1850, с. 56.
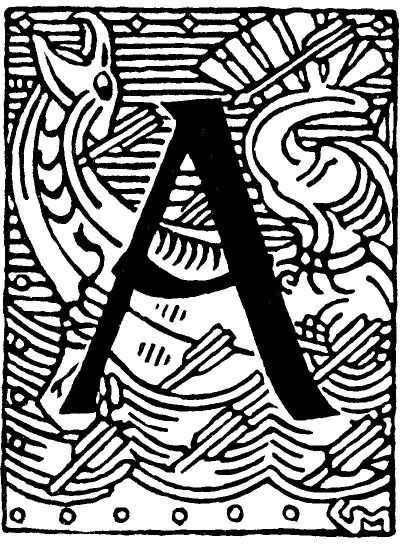
Герхард Мунте, буквица «A» из книги Сага об Олаве Трюггвасоне, Снорре Стурласон — Мировой тур, Дж. М. Стенерсен & Co, 1899 г.
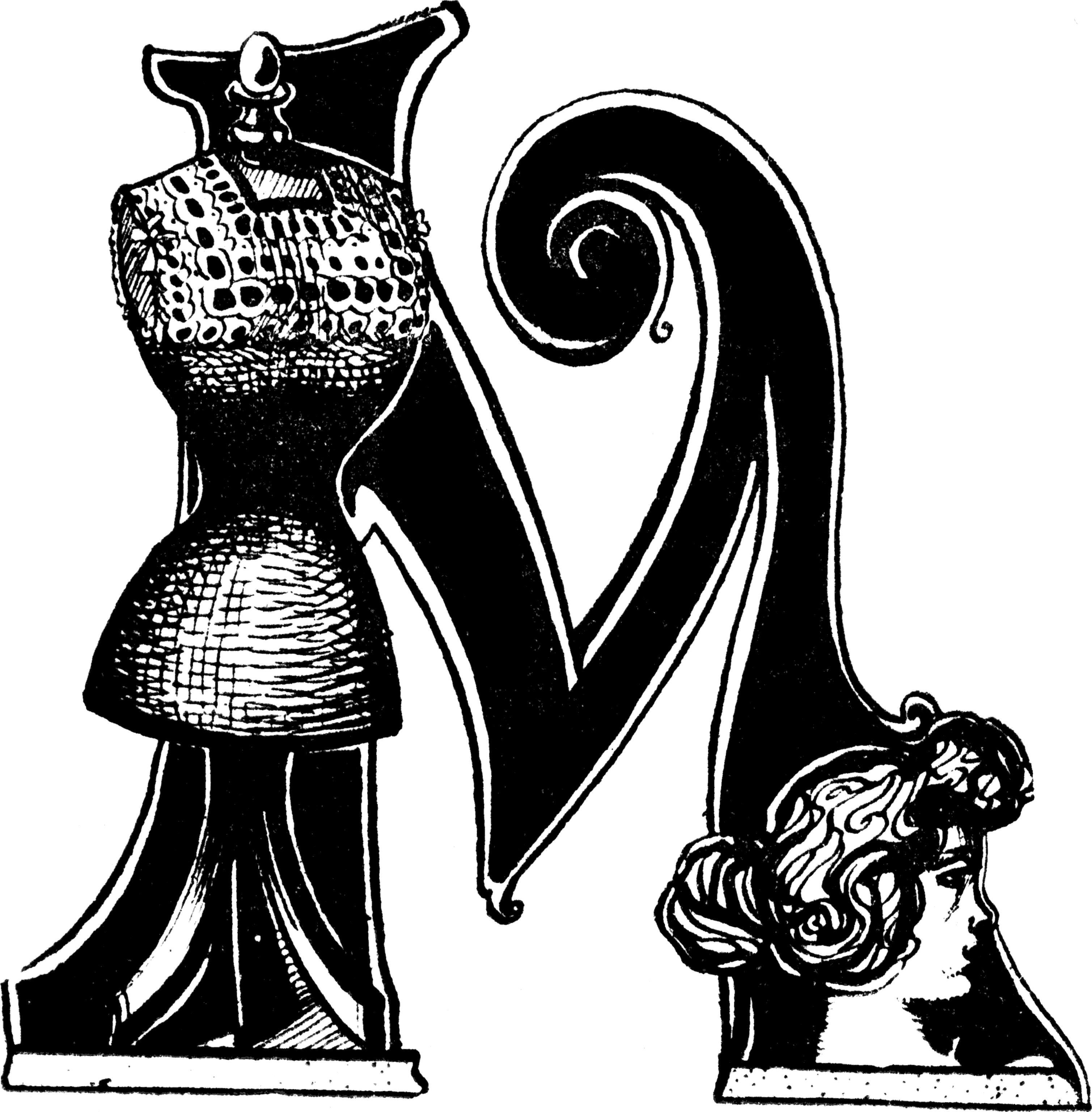
Фредерик Фронт, буквица «M» из книги Леона Риотора, Le Mannequin, Париж, компания с ограниченной ответственностью La Plume, художественная и литературная библиотека, 1900 г.
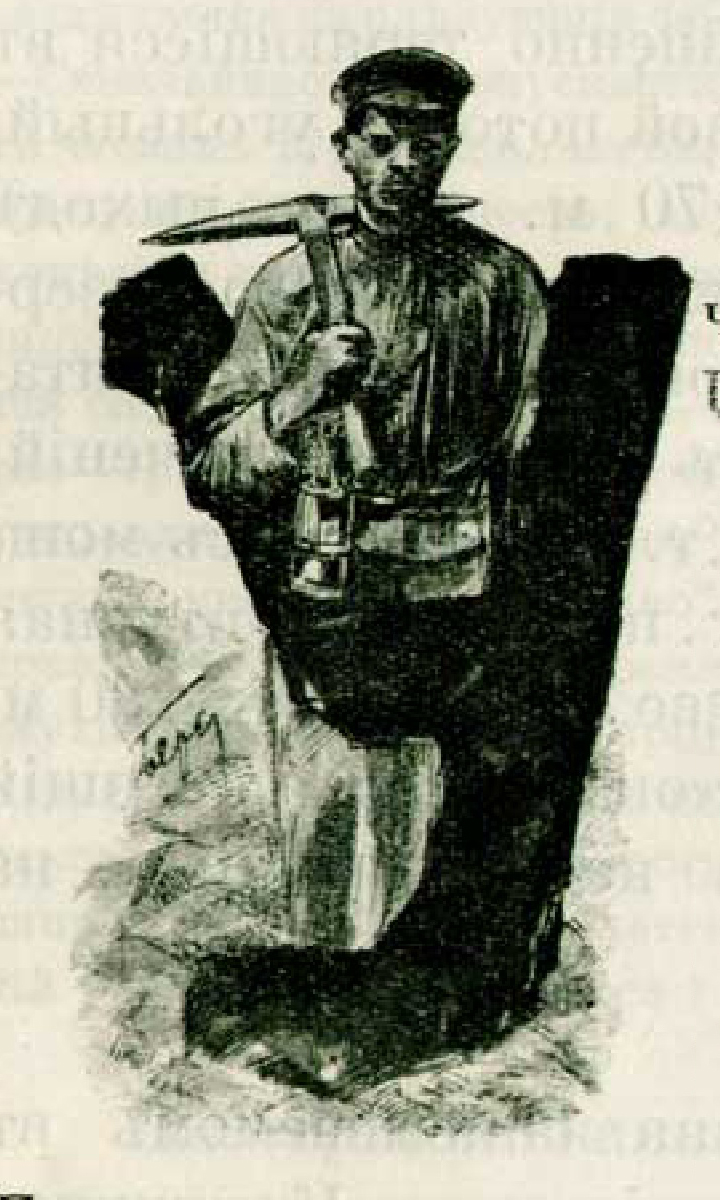
Буквица «У», книга «По Екатерининской железной дороге. Выпуск 2», 1912 г.
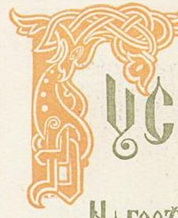
Буквица «Г» из азбуки с иллюстрациями Елизаветы Бём, 1913—1914 гг.